# Олимпийская символика

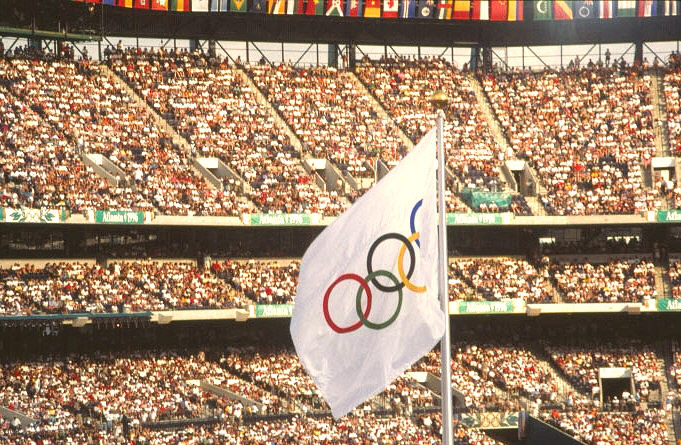
Олимпийский флаг с символом Олимпийских игр

Олимпийская символика — атрибуты Олимпийских игр, используемые Международным олимпийским комитетом для продвижения идеи Олимпийского движения во всём мире.
К олимпийским символам относят флаг, гимн, клятву, лозунг, медали, огонь, лавровую ветвь, салют, талисманы, эмблему. Всякое использование олимпийских символов в коммерческих целях запрещено олимпийской хартией.

## Флаг и эмблема
Флаг представляет собой белое шёлковое полотнище с олимпийской эмблемой, вышитой на нём. Эмблема придумана греком Ангело Боланки в 1912 году и была представлена на парижском конгрессе Международному олимпийскому комитету Пьером де Кубертеном в 1914 году.
Олимпийская эмблема и олимпийский флаг впервые были представлены на Олимпийских играх 1920 года в Антверпене.
Флаг 1920 года, представленный на играх в Антверпене, был сменён на новый олимпийский флаг в 1988 году, представленный на олимпийских играх в Сеуле. Старый флаг ныне хранят в олимпийском музее в Лозанне.
Флаг олимпийского движения представляет собой белое поле, в центр которого помещена олимпийская эмблема — 5 переплетённых колец, расположенных в 2 ряда (3 — в верхнем, 2 — в нижнем). Цвета колец (слева направо): синее, чёрное, красное, жёлтое, зелёное. Кольца символизируют союз (единство) пяти частей света и всемирный характер олимпийских игр. Кольца соединены по цепочке, в форме буквы W, причём крайние (синее, красное) пересекаются каждое только с одним другим кольцом, а расположенное в центре — каждое с двумя кольцами.
Кольца символизируют 5 обитаемых частей света. Однако, вопреки распространённой версии, каждое из колец не относят к какой-то конкретной части света. 6 цветов (вместе с белым фоном полотна) скомбинированы так, что представляют собой национальные цвета всех без исключения стран мира.

Оригинальный текст (англ.)The Olympic flag … has a white background, with five interlaced rings in the centre: blue, yellow, black, green and red … This design is symbolic ; it represents the five inhabited continents of the world, united by Olympism, while the six colors are those that appear on all the national flags of the world at the present time. (1931, Textes choisis, vol. II, p.470, 1931)

До 1951 года официальный справочник[уточнить] утверждал, что цвета колец соответствуют разным частям света: Европа — синий, Азия — жёлтый, Африка — чёрный, Австралия — зелёный и Америка — красный. Однако позже это было удалено оттуда, так как не было никаких доказательств, что Пьер де Кубертен подразумевал именно такое распределение цветов.

Оригинальный текст (англ.)On page 18 of the Green Booklet (both French and English versions) the text says that the colours of the Olympic Rings attributed to the respective five continents are as follows: Blue for Europe, yellow for Asia, black for Africa, green for Australia and red for America. According to the documents in the possession of the Chancellery, no definite proof can be found that this allocation of colours was P. de Coubertin’s original idea at the very most he might perhaps have admitted it afterwards. To put an end to all controversy on this point the E. C. of the I. O. C. has decided to cancel this paragraph and not to allocate any colours to the various continents. The C. E. begs all those interested to take note of this.
— Bulletin du Comité International Olympique, Number 25, January 1951

## Гимн
Гимн Олимпийских игр исполняют при поднятии олимпийского флага во время открытия очередных Игр, а также по их завершении и в некоторых других случаях. Написан греческим композитором Спиросом Самарасом.

## Клятва
Один из выдающихся спортсменов произносит клятву в честности соревнований от имени всех соревнующихся. Затем один из судей произносит клятву в честном и объективном судействе.
Предложена де Кубертеном в 1913 году. Возрождает аналогичное античному клятвоприношение. Впервые была официально произнесена в 1920 году на Олимпийских играх 1920 года в Антверпене.

## Девизы и лозунги
Олимпийский девиз лат. Citius, Altius, Fortius, что в переводе означает «быстрее, выше, сильнее». Он был придуман французским священником Анри Дидоном, предложен Пьером де Кубертеном при создании Международного олимпийского комитета в 1894 году и представлен на Олимпийских играх 1924 года в Париже.
Существует девиз «главное — не победа, а участие», авторство приписывают де Кубертену. На деле эта фраза связана с трагедией[не слишком сильное слово?] бегуна Дорандо Пьетри, который лидировал перед самым финишем марафона на Олимпийских играх 1908 года в Лондоне, но был дисквалифицирован из-за оказанной ему посторонней помощи на финише, хотя он не просил об этом. На другой день состоялась торжественная церемония вручения призов. Один из членов королевской семьи пригласил итальянца к пьедесталу и вручил ему золотой кубок за выдающееся спортивное достижение.

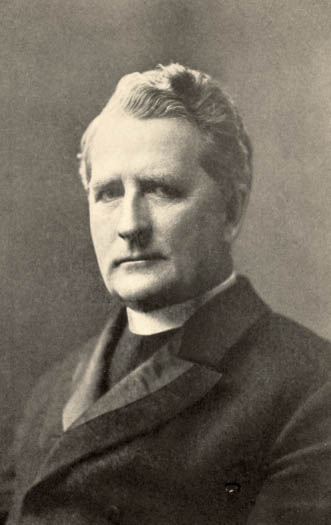

19 июля, за 5 дней до забега с участием Петри, епископ Центральной Пенсильвании 59-летний американец Этелберт Тэлбот (он приехал в Лондон на Ламбетскую конференцию) произнёс с амвона собора Святого Павла, в частности, следующие слова: «Игры сами по себе лучше, чем забег или награды… Только один может получить лавровый венок, но все могут разделить радость соревнований» (англ. the Games themselves are better than the race and the prize… only one may wear the laurel wreath, all may share the equal joy of the contest). Его речь была в связана в том числе с тем, что американские участники Игр были недовольны непривычными им британскими правилами ряда соревнований. Пьер де Кубертен, который, по всей видимости, присутствовал в соборе во время речи Тэлбота, через несколько дней перефразировал слова епископа в связи с дисквалификацией Петри: «Важность этих Олимпийских игр не столько в победе, но в участии». Позднее точная цитата де Кубертена была несколько видоизменена.
По мнению писателей Ласло Куна и В. В. Столбова, несмотря на цитаты Тэлбота и де Кубертена, участие — в смысле сопереживание спортсмену, который боролся из последних сил, но не смог победить.

## Медали
Олимпийские медали — золотую, серебряную и бронзовую — вручают трём спортсменам, показавшим наилучшие результаты в соревновании. В командных видах спорта медали равного достоинства получают все члены команды.
Дизайн медалей, вручавшихся спортсменам на первых восьми летних Олимпийских играх, был различным и разрабатывался каждым оргкомитетом самостоятельно. С 1920 по 2000 годы для аверса олимпийских медалей использовали стандартный дизайн — богиня Ника с пальмовой ветвью в правой руке, чествующая победителя. Реверс медали изменяли в зависимости от пожеланий страны, где проводили Игры. Начиная с 2004 года, от этой традиции отступили, и обе стороны медали изготавливают согласно уникальному дизайну организаторов игр.
Диаметр медали Игр 2008 года составлял 70 мм, толщина — 6 мм.
Золотые медали, как правило, изготавливают, в основном, из серебра. Так, на Играх 2008 года золотая медаль весила около 150 граммов, в состав которых входило примерно 6 грамм золота. Серебряные медали изготавливают из серебра, бронзовые — из меди.
На Играх 1896 и 1900 годов медалями отмечали только атлетов, занявших 1-е и 2-е места. Золотой медали тогда не было, а вручали только серебряную и бронзовую. Более того, на Играх 1900 года во многих видах медали вообще не вручали, а вместо них организаторы награждали участников кубками и дипломами. Тем не менее, для единообразного подхода в справочной литературе золотая, серебряная и бронзовая медали используют и для этих Игр.
До 1960 года медали изготавливали без креплений и вручали победителям прямо в руки. Организаторы Олимпийских игр 1960 года в Риме впервые изготовили тонкие бронзовые цепочки в форме оливковой ветви, чтобы медали можно было вешать на шеи спортсменам. Вводя это не предусмотренное правилами новшество, организаторы подстраховались и вручили девушкам, выносившим медали для награждения, ножницы, чтобы быстро перерезать цепочки в случае возражений. Однако идея понравилась, и с тех пор к олимпийским медалям крепят цепочки или ленты.

## Oгонь

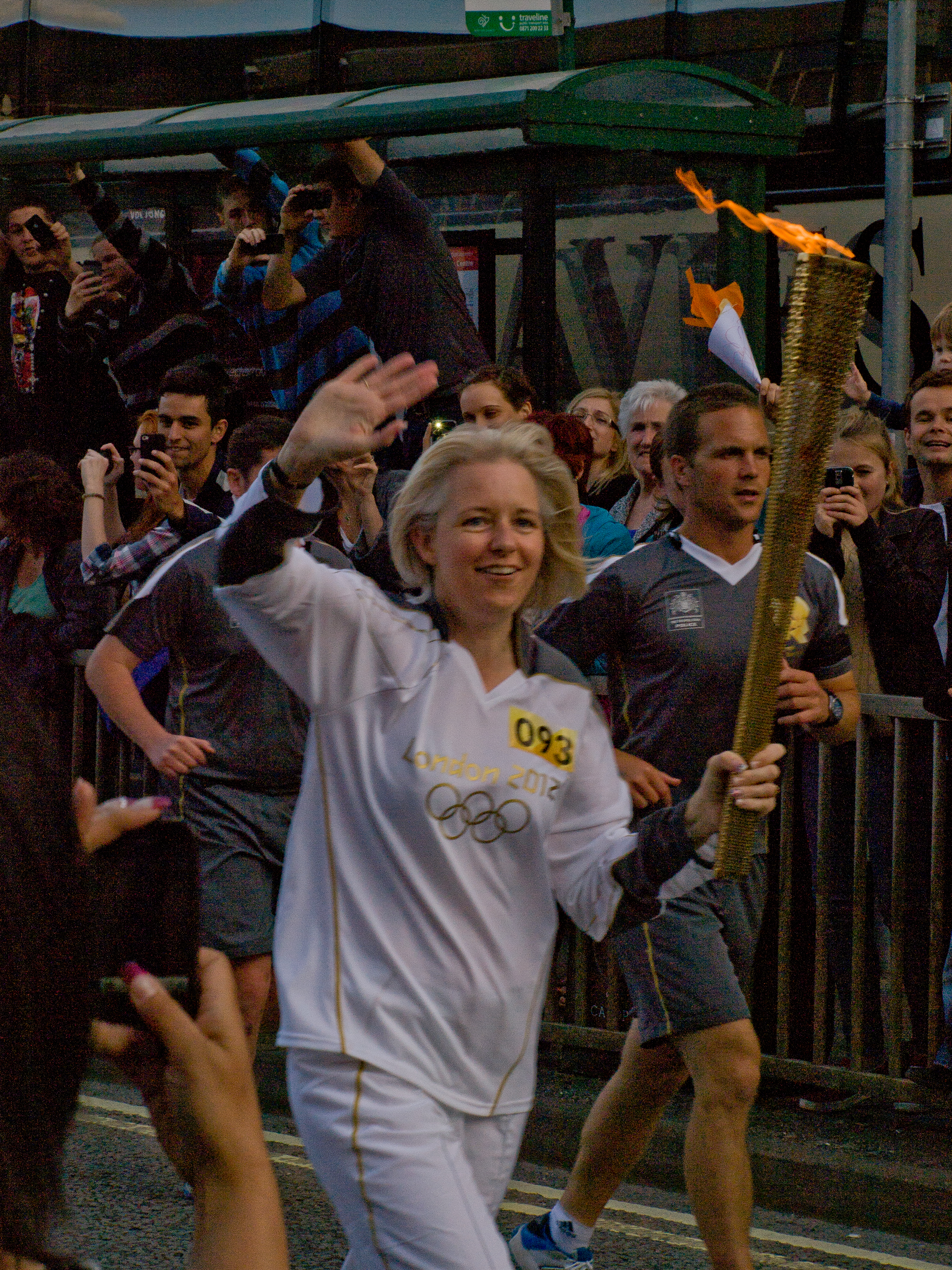
Эстафета олимпийского огня Игр в Лондоне. Дерби, 25 июня 2012 года

Впервые олимпийский oгонь был зажжён на Олимпийских играх 1928 года в Амстердаме.
Олимпийский oгонь зажигают на территории развалин храма богини Геры в древней Олимпии (Греция) от параболического зеркала. Oгонь на факеле передают от атлета к атлету в ходе многодневной символической эстафеты, которая проходит по всем пяти населённым континентам Земли. Огонь прибывает к месту проведения Олимпийских игр в день их открытия. Финалист эстафеты факелом зажигает пламя олимпийского костра. Это символизирует начало игр. По завершении всех соревнований олимпийский огонь костра гасят, что символизирует закрытие игр.
Первая эстафета олимпийского огня из Олимпии и церемония зажжения Олимпийского костра были проведены на Олимпийских играх 1936 года в Берлине. Огонь был зажжён в Олимпии 20 июля 1936 года, эстафету закончили в Берлине 1 августа 1936 года.
Автором и основателем традиции эстафеты, а также автором идеи зажжения факела в Греции считают Карла Дима, спортивного чиновника Германии и генерального секретаря оргкомитета Игр 1936 года. Замысел эстафеты возник у Дима в ходе подготовки к проведению Олимпийских игр в Берлине 1916 года, отменённых в связи с Первой мировой войной.

## Лавровая ветвь
Лавровая ветвь (котинос), представляет собой свёрнутую в виде венка ветвь, которую вручают победителю вместе с золотой медалью.
Традиция её вручения была возрождена на Олимпийских играх 2004 года в Афинах.

## Салют
Олимпийский салют является разновидностью римского салюта, но с более высоким подниманием рук.
Это приветствие использовали на Олимпийских играх 1924 года в Париже и 1936 года в Берлине. После окончания Второй мировой войны в виду большой схожести с нацистским салютом более не используют, хотя и не было запрещено официально.

## Талисманы
Талисман для каждой Олимпиады выбирает принимающая страна по своему усмотрению. Обычно талисманом выбирают какое-либо животное или иное стилизованное изображение, ассоциирующееся в представлении большинства людей с принимающей страной.
Изначально у возродившихся Олимпийских игр были только эмблема и флаг. Талисманы появились в 1968 году. Причём, одни полагают, что прародителем всех олимпийских талисманов был забавный горнолыжник Шюсс, ставший символом белой олимпиады в Гренобле. Другие же уверены, что первый талисман, ягуар, появился на Олимпийских играх в Мехико.
Первым официальным талисманом признана такса Вальди, появившаяся на свет на Олимпийских играх 1972 года в Мюнхене. Вальди (имя мужское, потому что в немецком языке слово «такса» мужского рода) выбрали талисманом игр за то, что, как написано на сайте международного олимпийского комитета, «ему присущи качества настоящего спортсмена: стойкость, упорство и ловкость». Вальди знаменит ещё и тем, что он — единственное домашнее животное, ставшее талисманом за всю историю Олимпийских игр.

## Эмблема Игр
Всякие Олимпийские игры имеют свою уникальную эмблему, символизирующую город и страну-организатора. Обычно, но не всегда, элементом эмблемы являются олимпийские кольца. Право использовать олимпийскую эмблему имеют только МОК и НОК.
- Олимпийский музей в Архивная копия от 25 января 2002 на Wayback Machine Лозанне, Швейцария